# Burmoniscus okinawaensis
Burmoniscus okinawaensis är en kräftdjursart som först beskrevs av Nunomura 1986.  Burmoniscus okinawaensis ingår i släktet Burmoniscus och familjen Philosciidae. Inga underarter finns listade i Catalogue of Life.